# Galp Energia
Galp Energia, SGPS, S.A. er et portugisisk olie- og gasselskab med hovedkvarter i Lissabon. Virksomheden har over 100 datterselskaber indenfor efterforskning, produktion, distribution og salg af olie og naturgas. Galp blev etableret i 1999 ved en fusion mellem Petrogal, Gás de Portugal og Transgás.